# Il significato dell'esistenza umana
Il significato dell'esistenza umana è un saggio del 2014 di Edward Osborne Wilson, biologo e saggista statunitense, fondatore della sociobiologia, mirmecologo di fama mondiale e due volte vincitore del Premio Pulitzer per la saggistica.
Il saggio riprende, in forma sintetica, alcuni temi toccati nelle precedenti opere dell'autore  ed è stato finalista al National Book Award per la saggistica del 2014.

## Premessa: il significato del significato
Wilson, nel primo capitolo, 'Il significato del significato', chiarisce il senso che attribuisce al termine significato contenuto nel titolo.
L'autore osserva che, secondo l'uso comune, la parola significato implica intenzionalità, quindi un disegno e perciò un artefice: questo rappresenta il nucleo della prospettiva filosofica del mondo propria delle religioni organizzate, in particolare riguardo alle storie della creazione. Di conseguenza l'umanità, secondo questa visione, esiste per un fine e così anche gli individui che ne fanno parte. Wilson qualifica invece il termine significato in una forma più ampia, che implica una concezione del mondo diversa: la fonte del significato non è da ricercarsi nei disegni di un architetto, ma nella storia, cioè nel concatenarsi di fenomeni, sottoposti alla legge di causa ed effetto, secondo le leggi dell'Universo. Questa definizione di significato è propria della scienza; nel caso dell'evoluzione biologica avvenuta sulla Terra, il concatenarsi degli eventi ha prodotto le diverse forme di vita, incluso l'uomo, e le forze che le hanno generate provengono dal caso e dalla necessità, che hanno fornito alla selezione naturale il materiale da vagliare per permettere l'affermarsi della migliore idoneità di sopravvivenza. Nel caso dell'uomo, quest'ultima implica anche la capacità di decidere, immaginare scenari futuri, fare progetti e operare scelte fra essi; l'uso che l'umanità può fare di questa abilità specificatamente umana, dipende dall'accuratezza con cui essa riuscirà a comprendere sé stessa.
(E.O. Wilson, Il significato dell'esistenza umana, Parte I, cap 1, Il significato del significato, 2015 Codice Edizioni)

## Contenuto
Wilson afferma che il significato dell'esistenza umana è afferrabile solo attraverso una conoscenza pre-istorico biologica.

(E. O. Wilson, Il significato dell'esistenza umana, Parte I, nota introduttiva, 2015 Codice Edizioni)
 
Partendo da questo presupposto, l'autore spiega che la sua esplorazione ricerca ciò che Nietszche chiamò "i colori dell'arcobaleno" e si propone come guida per un viaggio che, partendo dalle origini della specie umana e definendo la posizione che essa occupa nel mondo dei viventi, procede nel cammino della sua storia evolutiva attraverso un tracciato esplicativo altalenante tra le scienze naturali e le discipline umanistiche e arriva fino ai giorni nostri. Arrivato qui, l'autore inquadra la situazione attuale dell'umanità, sottolineando che, sebbene l'uomo abbia raggiunto nel corso della sua storia e nel confronto con la grande maggioranza delle altre specie animali, attraverso l'espressione dell'intelligenza sociale e la manifestazione del pensiero cosciente, un grande livello di consapevolezza di sé, ciò comporta anche maggiori rischi: il ruolo di specie dominante che ha assunto nel corso del tempo richiede anche la responsabilità di operare le giuste scelte, per sostenere un futuro vivibile per sé e per l'ambiente. 

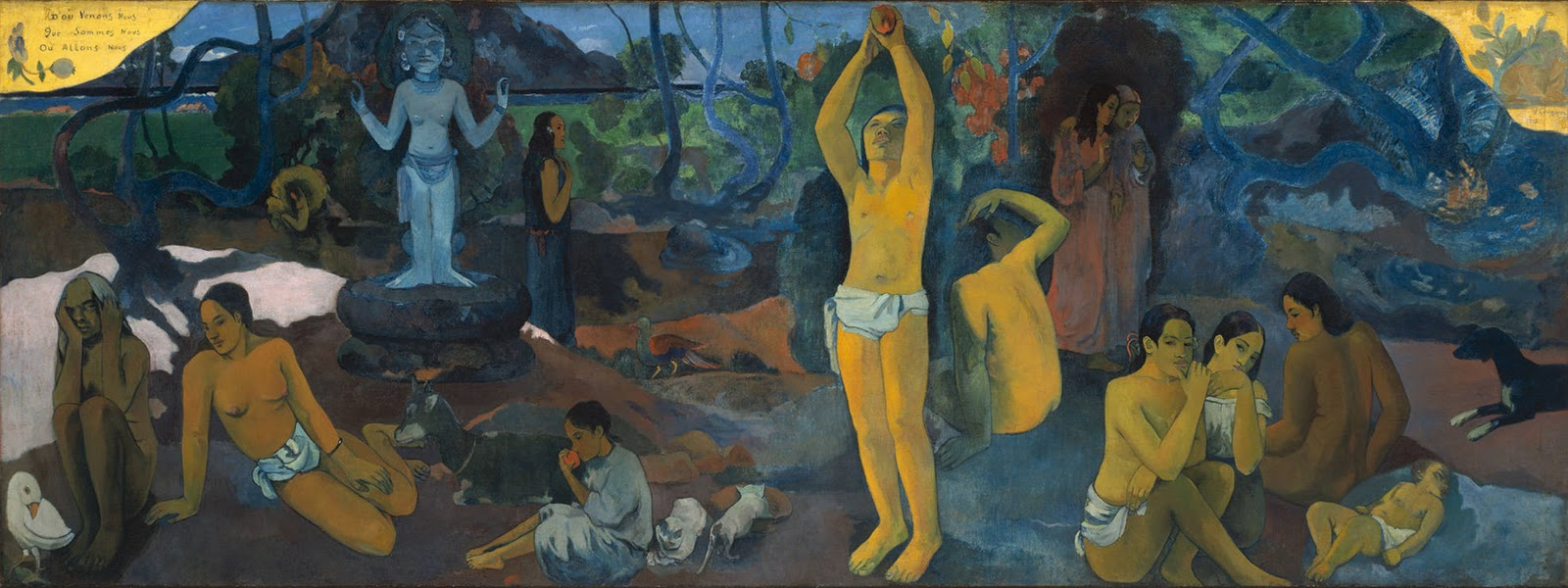
Da dove veniamo? Che siamo? Dove andiamo?
Paul Gauguin, Museum of Fine Arts, Boston

 Wilson sostiene che l'umanità sia gravata dalla "maledizione del Paleolitico" : gli adattamenti genetici che hanno permesso all'uomo di sopravvivere ed affermarsi, nel corso della sua evoluzione, tanto da diventare "la mente del pianeta", sono sempre presenti ma sono di ostacolo, nella società tecnoscientifica moderna. Per esempio l'autore osserva come gli uomini dimostrino ancora dipendenza dal conflitto tribale- sotto forma di scontri etnici, religiosi ed ideologici-, siano incapaci di stabilizzare le politiche economiche e gli strumenti di governo per portarli ad un livello più globale e manifestino grandi difficoltà nella gestione dell'ambiente, nella conservazione della biodiversità e nelle politiche demografiche. Questi elementi non permettono ancora all'umanità di pensare e comportarsi con quell'unità e razionalità che è invece ormai indispensabile per governare la complessità del mondo attuale. 
Secondo Wilson, la soluzione che può permettere all'uomo di affrancarsi da questi fattori ora non più funzionali alla sua sopravvivenza, è il collegamento tra le scienze (in particolare le scienze naturali) e le discipline umanistiche: solo attraverso una convergenza delle conoscenze emerse in campo scientifico ed umanistico, ottenute collegando i fatti e la teoria basata sui fatti, sarà possibile creare una base comune di comprensione della realtà oggettiva e dare vita a una maggiore profondità della conoscenza.
Le discipline umanistiche affrontano le modalità con le quali gli esseri umani si relazionano fra di loro e con l'ambiente e descrivono la condizione umana senza però spiegare perché essa sia in un modo e non in un altro; la scienza abbraccia il significato dell'esistenza umana, vale a dire i principi generali della sua condizione e collocazione nell'Universo e il perché della sua esistenza. La natura umana ereditaria, ci dice l'autore, nell'eterogeneità delle sue manifestazioni, è il prodotto di milioni di anni di evoluzione ed è il lascito del nostro passato preumano e paleolitico: è lo "stampo genetico della sua bassa origine ", dice l'autore citando Darwin e si rivela non solo nell'anatomia e nella manifestazione delle emozioni ma, come la psicologia evoluzionistica ha evidenziato, anche, per esempio, nelle differenze di genere, nello sviluppo mentale del bambino, nell'attribuzione di rango, nell'aggressività tribale, nelle scelte alimentari, e la cultura umanistica è la manifestazione della natura umana che meglio ne caratterizza la peculiarità; secondo Wilson, se è vero che scienza e tecnologia procedono con grande vigore e velocità, è altrettanto vero che occorre promuovere ed incentivare anche le arti e gli studi umanistici, per conservare ciò che è il potenziale unico ed inequivocabile dell'uomo e per realizzare un mondo più ricco di significato.
(E.O. Wilson, Il significato dell'esistenza umana, Parte V , cap 15, Soli e liberi nell'Universo, 2015 Codice Edizioni)

## Struttura dell'opera
- Parte I - La ragione della nostra esistenza
  - 1. Il significato del significato
  - 2. Risolvere l'enigma della specie umana
  - 3. L'evoluzione e il nostro conflitto interiore
- Parte II - L'unità della conoscenza
  - 4. Il nuovo illuminismo
  - 5. La fondamentale importanza delle arti e degli studi umanistici
  - 6. La forza motrice dell'evoluzione sociale
- Parte III - Altri mondi
  - 7. L'umanità persa in un mondo di feromoni
  - 8. I superorganismi
  - 9. Perché i microbi dominano la galassia
  - 10. Ritratto di ET
  - 11. Il crollo della biodiversità
- Parte IV - Gli idoli della mente
  - 12. L'istinto
  - 13. La religione
  - 14. Il libero arbitrio
- Parte V - Un futuro per l'umanità
  - 15. Soli e liberi nell'Universo

## Edizioni
- Edward Osborne Wilson Il Significato dell'Esistenza Umana, 2015, Torino, Codice Edizioni srl,  pp. 175, ISBN 978-88-7578-507-9.